# Jean Cavalier

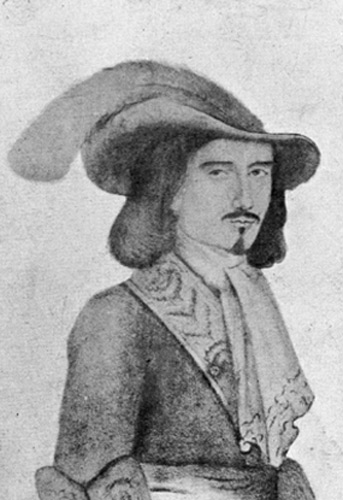
Jean Cavalier, Anführer der Kamisarden (1702–1704)

Jean Cavalier (* 28. November 1681 in Ribaute-les-Tavernes im Département Gard; † 17. Mai 1740 in Chelsea bei London) war einer der Hauptanführer der Kamisarden im Cevennenkrieg. Später trat er in englische Dienste ein und wurde Gouverneur von Jersey.

## Leben und Wirken
Jean Cavalier wurde 1681, nach andern Quellen bereits um 1679, geboren und war ein Sohn des Bauern Antoine Cavalier und seiner Frau Élisabeth Granier. Als junger Mann arbeitete er zuerst als Knecht auf dem Bauernhof seines Onkels Lacombe in Vézénobres, dann als Bäckerbursche in Anduze. 1701 floh er nach Genf, da er beim Besuch einer verbotenen reformierten Versammlungen erkannt worden war und eine Galeerenstrafe befürchten musste.
Als nach der Ermordung des Abbé du Chayla 1702 der Aufstand in den Cevennen ausbrach, kehrte Cavalier nach Südfrankreich zurück und übernahm gemeinsam mit Pierre Roland Laporte und Abraham Mazel die Führung der hugenottischen Kamisarden. Er disziplinierte die ungeordneten Scharen der etwa 3.000 Männer und leitete ihre Unternehmungen gegen das überlegene königliche Heer von 25.000 Soldaten mit viel Umsicht, Geschick und Erfolg. Mit seinem kleinen Heer fügte er den königlichen Truppen im Dezember 1702 in der Schlacht von Mas de Cauvi vor der Stadt Alès und im März 1704 in Devois de Martignargues bei Vézenobres empfindliche Niederlagen bei. Im April 1704 wurde sein Trupp bei Nages geschlagen und sein Lager in der Grotte von Euzet von königlichen Soldaten entdeckt, geplündert und gesprengt. So musste er Friedensverhandlungen mit dem Marschall Villars aufnehmen, der ihm Vergleichsvorschläge machte. Cavalier legte noch im gleichen Jahr die Waffen nieder unter der Bedingung halber Toleranz. Ihm selbst bewilligte Ludwig XIV. das Patent eines Obersten, das mit einem Gehalt von 1.200 Livres versehen war. Auch erhielt er die Erlaubnis, aus den Kamisarden ein eigenes Regiment im königlichen Sold aufzustellen, das unter dem Herzog von Savoyen diente. Hierin folgte ihm allerdings nur eine geringe Anzahl seiner ehemaligen Kampfgenossen.
Cavalier wurde von der Regierung misstrauisch beobachtet und war nicht zum katholischen Glauben zu bewegen. So floh er nach einiger Zeit nach Holland und dann nach England, befehligte darauf in Spanien ein Regiment aus geflüchteten Kamisarden und zeichnete sich mit diesen Truppen 1707 bei den mörderischen Kämpfen um Almansa in Neu-Kastilien aus, er selber wurde jedoch verwundet.
1710 ließ er sich in Irland nieder, wo er von einer kleinen Pensionszahlung unter Hugenotten lebte. 1735 wurde er zum englischen Generalmajor befördert und 1738 zum Gouverneur von Jersey ernannt.

## Schriften
- Mémoires sur la Guerre des Cévennes, 1726, Neuauflagen: 1918, 1979 und 2011